# Gripau guanujo
El gripau guanujo (Atelopus guanujo) és una espècie d'amfibi que viu a l'Equador. Està amenaçada d'extinció per la pèrdua del seu hàbitat natural.
Fou anomenat en honor del poble quítxua dels guanujos.